# فوناکوشی گیچین

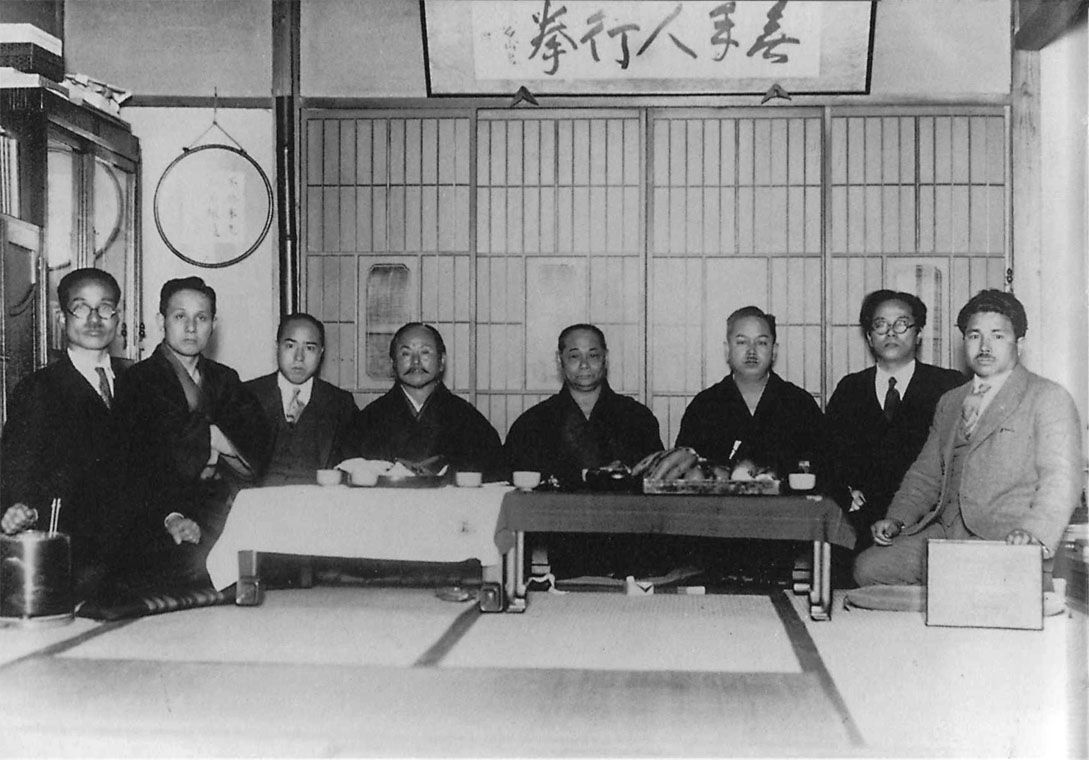
استادان کاراته در توکیو (دهه ۱۹۳۰) (از چپ) تویاما کانکن، هیرانوری اوتسوکا، شیمودا تاکشی، فوناکوشی گیچین، موتوبو چوکی، مابونی کنوا، ناکاسونه گنوا و تایرا شینکن

فوناکوشی گیچین (船 越 義珍، Funakoshi Gichin، ۱۰ نوامبر ۱۸۶۸–۲۶ آوریل ۱۹۵۷) بنیانگذار شوتوکان کاراته، شاید به عنوان محبوب‌ترین سبک کاراته و به عنوان «پدر کاراته امروزی» شناخته شده‌است پس از تعالیم ایتوسو آنکو و آساتو آنکو، او یکی از استادان ارشد کاراته اوکیناوا بود که کاراته را معرفی کرد، اما پس از استاد ایتسو آنکو، استاد فوناکوشی، این هنر رزمی را از سال ۱۹۲۲ به سرزمین اصلی ژاپن معرفی کرد. او کاراته را در دانشگاه‌های مختلف ژاپن آموزش می‌داد و در سال ۱۹۴۹، رئیس انجمن کاراته ژاپن شد.

## زندگی
وی در سال ۱۸۶۸ در جزیره اویاما متولّد شد. فوناکوشی ۱۵ ساله بود که کاراته را با به وسیله یکی از همکلاسی هایش که پسر استاد آساتو آنکو  بود شناخت. فوناکوشی آنقدر اصرار کرد تا استاد راضی شد او را در کلاسش ثبت نام کند؛ زیرا آساتو شاگردان زیادی را نگه نمی‌داشت ولی فوناکوشی که موفق شده بود رضایت استادش را جلب کند توسط استادش به استاد ماهر دیگری به نام ایتوسو آنکو معرفی شد. فوناکوشی در همان موقع به عنوان مربی یک مدرسه ابتدایی پذیرفته شد. فوناکوشی پس از گذشت چند سال با این حال هنوز از شرایط اجتماعی و وضعیت اقتصادیش راضی نبود. برای همین او تصمیم گرفت اوکیناوا را به مقصد توکیو ترک کند تا آن جا بتواند کاراته را به عموم ژاپنی‌ها معرفی کند. برای اینکه بتواند شانس بیشتری بدست بیاورد ابتدا دیداری از تمامی مدارس اوکیناوا به عمل آورد و کاتاهای بی‌شماری را از سبک‌های مختلف کاراته آموخت. تا بتواند در توکیو مکتب‌های مختلف توکیو را به نمایش بگذارد. در سال ۱۹۲۲ این امر به تحقق پیوست و فوناکوشی کلاس‌هایی را در پایتخت ژاپن دایر کرد و شاگردانش اغلب از قشر فرهنگی و دانشگاهی بودند.

## یادداشت
1. ↑  از استادان کاراته که اهل استان اوکیناوا بود.